# 李讚明
李讚明，字扬休，号静远，山东商河人，明末清初政治人物。
崇禎十三年（1640年）庚辰科进士，初授真定府推官；清朝繼續起用，历官礼部主事，顺治二年，升任陕西按察使司佥事、榆林中路兵备道。